# 欧坎
欧坎（法語：Aucun，法語發音：[okœ̃] ⓘ）是法国上比利牛斯省的一个市镇，属于阿热莱斯加佐斯特区。

## 地理
欧坎（42°58'23"N, 0°11'32"W）面积12.94 平方千米，位于法国奧克西塔尼大區上比利牛斯省，该省份为法国西南部内陆省份，北至热尔省，西接大西洋比利牛斯省，南与西班牙接壤，东临上加龙省。
与欧坎接壤的市镇（或旧市镇、城区）包括：萨勒、班村、埃斯坦、费里耶尔、加亚戈斯、阿朗斯-马尔苏斯。

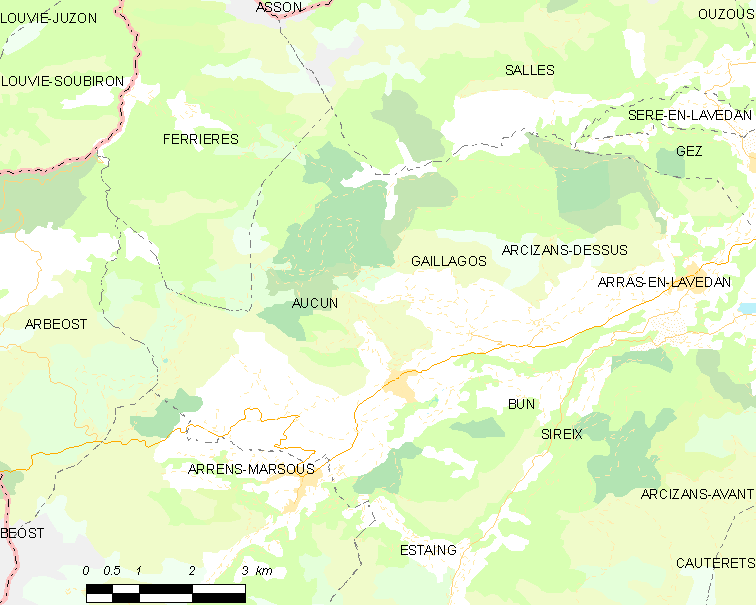
欧坎的OSM定位图

欧坎的时区为UTC+01:00、UTC+02:00（夏令时）。

## 行政
欧坎的邮政编码为65400，INSEE市镇编码为65045。

## 政治
欧坎所属的省级选区为激流谷县。

## 人口

1962-2008年间欧坎人口变化图示

欧坎于2022年1月1日时的人口数量为254人。